# Enchophyllum imbelle
Enchophyllum imbelle är en insektsart som beskrevs av Carl Stål. Enchophyllum imbelle ingår i släktet Enchophyllum och familjen hornstritar. Inga underarter finns listade i Catalogue of Life.